# Christian Nülken
Christian Nülken (* 1951 in Greifswald) ist ein deutscher Architekt, Denkmalpfleger und Fachautor.
Christian Nülken wuchs in Stralsund auf. Von 1969 bis 1973 studierte er an der Technischen Universität Dresden Architektur und erwarb den akademischen Grad Dipl.-Ing. Seit 1976 arbeitete Nülken als Architekt in der Denkmalpflege in Frankfurt (Oder). Seit 1988 veröffentlicht er baugeschichtliche Aufsätze. Seit 1992 ist er freiberuflich tätig. In den Jahren 2007 und 2008 war Nülken Gastdozent an der DenkmalAkademie in Görlitz.

## Schriften
- Frankfurt an der Oder. Das „Junkerhaus“ im 17. Jahrhundert. In: Brandenburgische Denkmalpflege (ISSN 0942-3397), Jahrgang 1992, Heft 2, S. 57–68.
- Frankfurt / Oder. Der Hallenumgangschor der Marienkirche. In: Hallenumgangschöre in Brandenburg. Berlin 2000, ISBN 978-3-931836-06-1.
- Die Schauwände des Frankfurter Rathauses. In: Werk und Rezeption. Berlin 2011, ISBN 978-3-86732-114-3, S. 271–284.
- Cornelis Ryckwaert, ein niederländischer Baumeister des 17. Jahrhunderts in Brandenburg und Anhalt. In: Schlösser, Herrenhäuser, Burgen und Gärten in Brandenburg. Berlin 2012, ISBN 978-3-86732-108-2, S. 162–169.
- Die Schaugiebel des Frankfurter Rathauses. Symbole einer aufstrebenden Handelsstadt des 14. Jahrhunderts. In: Backsteinbaukunst 5. Bonn 2015, ISBN 978-3-86795-098-5, S. 204–211.